# 鹑法螺
鹑法螺（学名：Linatella caudata），是异足目法螺科Linatella的一种。主要分布于中国大陆、马来西亚、印度尼西亚、台湾，常栖息在潮下带。